# Nambu Tipo 94
La Nambu Tipo 94 (九四式拳銃 Kyūyon-Shiki Kenjū, Pistola Tipo 94 en japonés) fue una pistola semiautomática desarrollada por Kijirō Nambu y sus socios para el Ejército Imperial Japonés. El prototipo final de la Tipo 94 fue probado y oficialmente adoptado por el Ejército Imperial Japonés a fines de 1934 (2594, según el calendario japonés) después de varios rediseños. El diseño de la Tipo 94 empezó en 1924 y entró en producción en 1935 tras repetidos rediseños. Se produjeron aproximadamente 71.000 pistolas antes del cese de su producción en 1945.
La Tipo 94 es considerada un arma mal diseñada. Su proceso de desarmado es considerado demasiado complejo y difícil. Esta pistola podía ser disparada involuntariamente antes que la recámara estuviese completamente cerrada, si la barra de transferencia en el lado izquierdo del armazón era presionada al manipular incorrectamente la pistola. La calidad de la Tipo 94 se degradó durante el transcurso de su producción, con aquellas fabricadas en 1945 siendo muy toscas. La Tipo 94 era popular entre los tanquistas y pilotos japoneses por su tamaño y peso.

## Historia
La Tipo 94 fue diseñada por Kijirō Nambu después de retirarse del Ejército Imperial Japonés y fundar la Compañía Manufacturera de Fusiles Nambu. El diseño de la Tipo 94 empezó en 1929, con la finalidad de reducir el volumen y el costo de las anteriores pistolas Nambu. El Ejército Imperial Japonés buscaba una pistola de diseño nacional más pequeña, que pueda emplear el cartucho estándar 8 x 22 Nambu, para reemplazar a la más grande y pesada Tipo 14 empleada por los oficiales. Ciertamente, la Tipo 14 era 14 mm más larga que la Colt M1911A1. La Tipo 94, que tenía cachas de plástico en lugar de cuerno o madera como la Tipo 14, fue desarrollada para abaratar los costos de producción. Pero sus modificaciones aumentaron su precio. La demanda de pistolas para oficiales se incrementó como consecuencia de la invasión japonesa de Manchuria durante la segunda guerra sino-japonesa. El Ejército Imperial Japonés también deseaba un nuevo modelo de pistola que incluyera un seguro en el brocal del cargador, para evitar disparos accidentales durante su limpieza, que entonces eran considerados un serio problema entre los soldados japoneses. El nombre de la Tipo 94 refleja el cambio en la nomenclatura japonesa, con el 94 remontándose a la mítica fecha de fundación del Japón en el año 660 a. C. (2594 según el calendario japonés), en lugar del tradicional período de reinado del emperador empleado para nombrar al revólver Tipo 26 o a la pistola Nambu Tipo 14. El prototipo final de la Tipo 94 fue oficialmente adoptado por el Ejército Imperial Japonés a fines de 1934, después de varios rediseños. La producción empezó en la Compañía Manufacturera de Fusiles Nambu, bajo la supervisión del Arsenal de Nagoya, y posteriormente por su sucesor, la Chuo Kogyo Company, Ltd. Se produjeron aproximadamente unas 71.000 pistolas para el ejército, pero se desconoce la cantidad exacta debido a la producción de pistolas sin número de serie ni fecha, además de la pérdida de los registros durante la guerra. Durante la Segunda Guerra Mundial, esta pistola se volvió el arma predilecta de tanquistas y paracaidistas, que precisaban de una pistola más pequeña y conveniente. La Tipo 94 nunca fue oficialmente adoptada por la Armada Imperial Japonesa, pero estaba disponible para sus oficiales a través de la Unión de Oficiales del Japón.

## Diseño
La Tipo 94 es una pistola accionada por retroceso, que emplea un cierre separado que flota entre dos tetones bajo la recámara del cañón. Se desarrolló un mecanismo de disparo mediante martillo más resistente y se incorporó en la Tipo 94 para reemplazar a la débil aguja lanzada de la Nambu Tipo 14. El percutor es considerado inherentemente débil y proclive a romperse, debido a un entalle para que el seguro transversal se encaje. El retrén del cargador sobresale lo suficiente como para ocasionalmente soltarlo, cuando la pistola es apoyada sobre su lado izquierdo encima de una superficie dura. El cargador también puede soltarse al enfundar la pistola o rozarse dentro de la funda. La palanca del seguro está en la parte posterior izquierda del armazón y tiene los kanji para disparo y seguro estampados en el armazón. La empuñadura es más pequeña que las de otras pistolas japonesas y tiene cachas de madera lisa, pero era considerada más confortable de emplear por hombres con manos pequeñas. El cargador tiene una capacidad de 6 cartuchos debido a la empuñadura más pequeña y es considerado difícil de extraer para recargar el arma, porque la presión del cerrojo lo sostiene dentro de la pistola. El punto de mira tipo hoja y el alza fija con abertura en "V" de la Tipo 94 estaban incorrectamente posicionadas, siendo inútiles al apuntar con la pistola.

### Producción final
La calidad de las pistolas Tipo 94 fue decayendo hacia el final de la Segunda Guerra Mundial, ya que los japoneses se enfrentaban a los bombardeos aéreos de las fuerzas Aliadas y la escasez de materias primas se incrementaba. Este drástico cambio en su calidad desde fines de marzo de 1945 en adelante, con todos los estándares de calidad desapareciendo hacia finales de junio de 1945. Las cachas de madera lisa fueron reemplazadas por unas de baquelita cuadrilladas. Muchas pistolas no llevaban números de serie y no se han encontrado pistolas que tengan estampada la fecha de fabricación "julio de 1945". Solo se sabe de la existencia de cuatro pistolas sin número de serie ni fecha de fabricación, que incluyen piezas mezcladas sin marcajes de inspección, armellas de correa y extractores. Una pequeña cantidad de pistolas fabricadas durante las etapas finales de su producción incluyen fechas de producción temprana y parecen haber sido recuperadas de pistolas anteriormente descartadas por defectos menores o cosméticos.

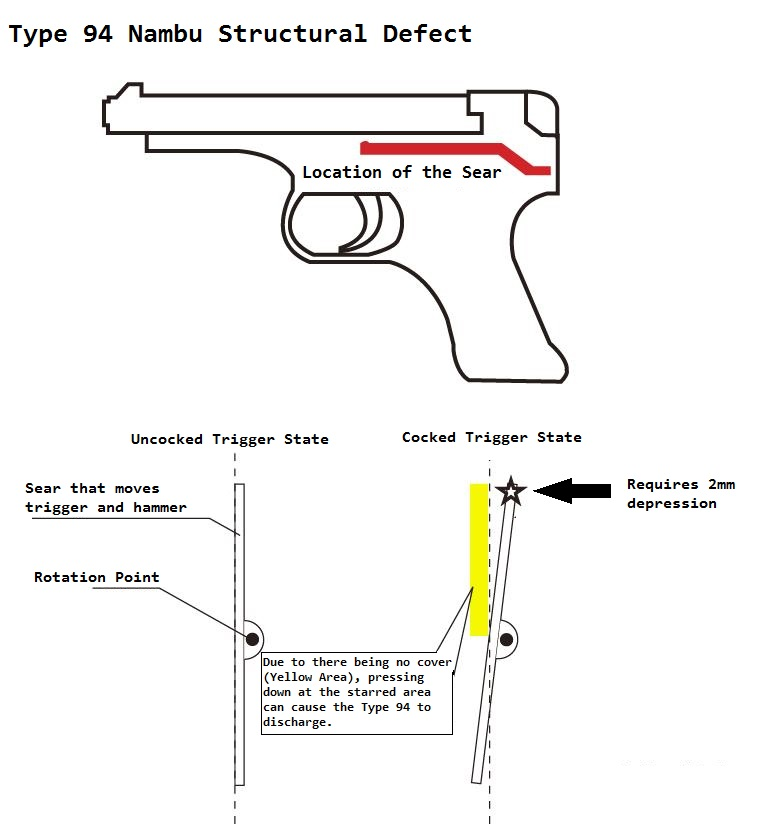
Diagrama que muestra la ubicación de la barra de transferencia, que al presionarse dispara la pistola.

## Desensamblaje
El desensamblaje de la Tipo 94 es considerado difícil y puede dañar la pistola si se hace descuidadamente. Después de limpar la pistola, el usuario debe jalar la corredera contra la teja elevadora del cargador para sujetar el cerrojo en la parte posterior de la pistola. Esto permitirá soltar el seguro transversal después que el percutor es presionado. Si se retira el seguro transversal sin presionar el percutor, esto dañará a los dos. Retirar el seguro transversal es aún más complicado, ya que las manos del usuario sostienen la pistola y presionan el percutor.

## Disparo involuntario
El pobre diseño del cerrojo permitía que la Tipo 94 sea disparada involuntariamente. La barra de transferencia en el lado izquierdo de la pistola puede presionarse durante el combate si ésta estaba amartillada y era manipulada descuidadamente. El extremo delantero de la barra de transferencia precisa ser presionado unos 2 mm para que la pistola dispare. La capacidad de la Tipo 94 de disparar sin apretar el gatillo dio origen a historias sobre soldados japoneses que se rendían, solo para disparar la pistola subrepticiamente, haciendo que la pistola se gane apodos tales como "suicidio especial" y "pistola de rendición". Estas historias fueron ampliamente desacreditadas, porque es difícil disparar el arma apretando la barra de transferencia. Si el seguro de la Tipo 94 está activado, es imposible que pueda ser disparada involuntariamente.

## Funda
Las fundas para la Tipo 94 estaban generalmente hechas de cuero o piel de cerdo, con colores que iban desde tostado hasta marrón oscuro rojizo. Las fundas padecieron la misma degradación en su calidad como la Tipo 94. Conforme los lotes de cuero se agotaban en Japón, las fundas fabricadas en 1944 estaban hechas de tela color verde oliva. La funda de la Tipo 94 se distingue de otras fundas japonesas por tener una cubierta puntiaguda y un bolsillo vertical para un cargador. El bolsillo tiene una estrecha extensión para alojar una baqueta. La mayoría de las fundas fueron fabricadas en curtiembres civiles, llevando estampados algunos sellos de arsenal e inspección. En la parte posterior de la funda se encuentran una tira para pasar la correa y dos armellas en "D" hechas de latón, acero galvanizado o niquelado.

## Usuarios
- Japón[6]
- China[17]
- Tailandia[17]